# Selenops huetocatl
Selenops huetocatl is een spinnensoort in de taxonomische indeling van de Selenopidae.
De spin komt voor in Chiapas (Mexico).
Het dier behoort tot het geslacht Selenops. De wetenschappelijke naam van de soort werd voor het eerst geldig gepubliceerd in 2011 door Sarah C. Crews.